# Turning Torso
HSB Turning Torso hay Turning Torso là một tòa nhà chọc trời ở Malmö, Thụy Điển. Tòa nhà do kiến trúc sư người Tây Ban Nha Santiago Calatrava thiết kế và chính thức khánh thành ngày 27 tháng 8 năm 2005.

## Kiến trúc
Hình dáng Turning Torso được lấy ý tưởng từ một tác phẩm điêu khắc của Santiago Calatrava có tên Twisting Torso, theo đó tòa nhà bao gồm 9 khối quay dần từ thấp đến cao sao cho tầng trên cùng quay 1 góc 90° so với tầng thấp nhất. Cựu giám đốc điều hành của dự án đấu thầu công trình là Johnny Örbäck đã nhìn thấy bức tượng của Calatrava năm 1999 đã đề nghị kiến trúc sư này thiết kế tòa nhà với hình dáng tương tự. Công việc xây dựng được bắt đầu năm 2001 và mất 4 năm tòa nhà mới hoàn thành.
Tòa nhà có chiều cao tổng cộng 190 m với 54 tầng lầu. Sau khi hoàn thành đây là tòa nhà cao nhất vùng Scandinavia, và là khu căn hộ cao thứ 2 châu Âu sau Tháp Khải hoàn ở Moskva, Liên bang Nga. Đây cũng được coi là biểu tượng của thành phố Malmö.

## Hình ảnh

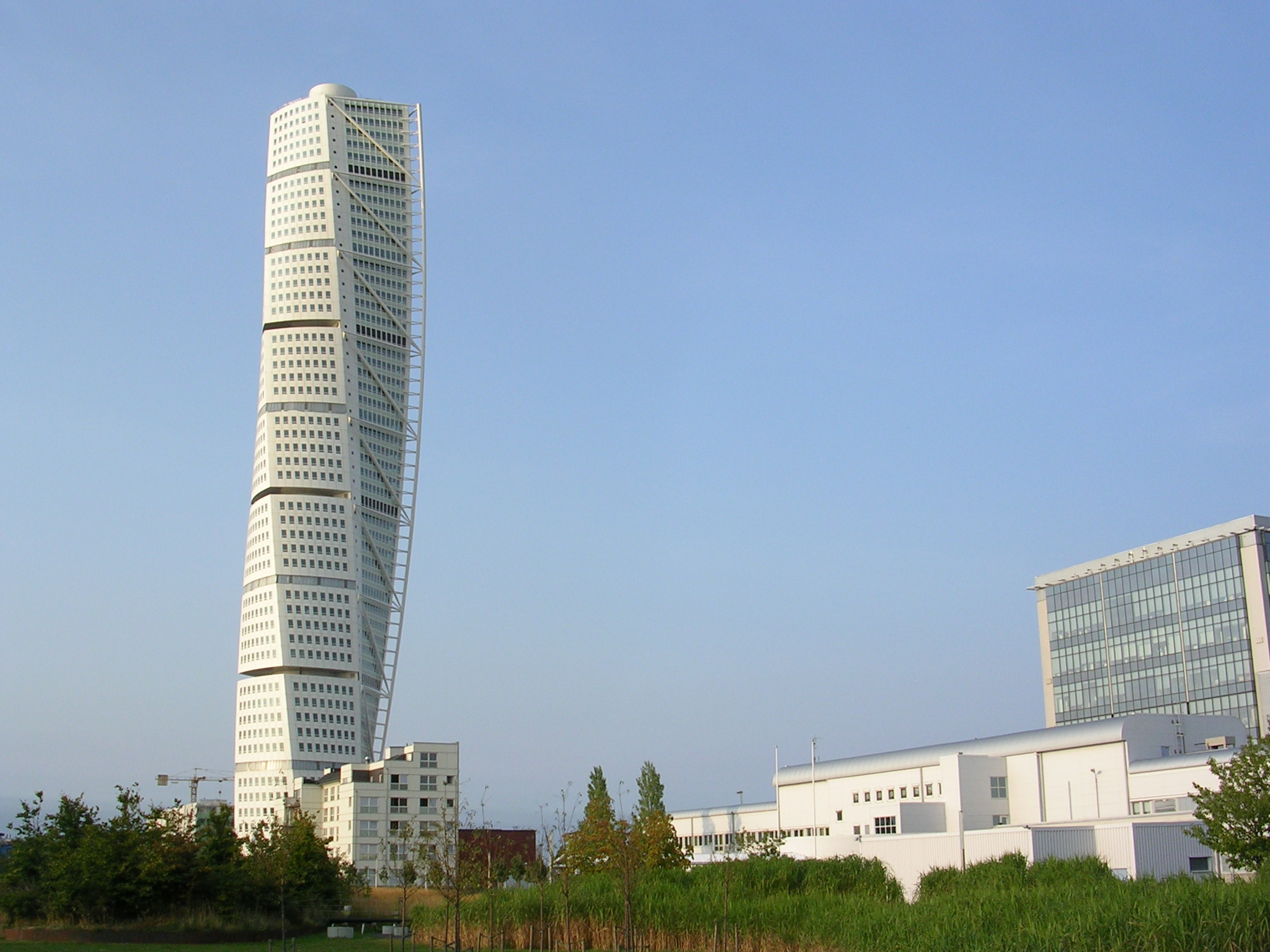
Toàn cảnh Turning Torso
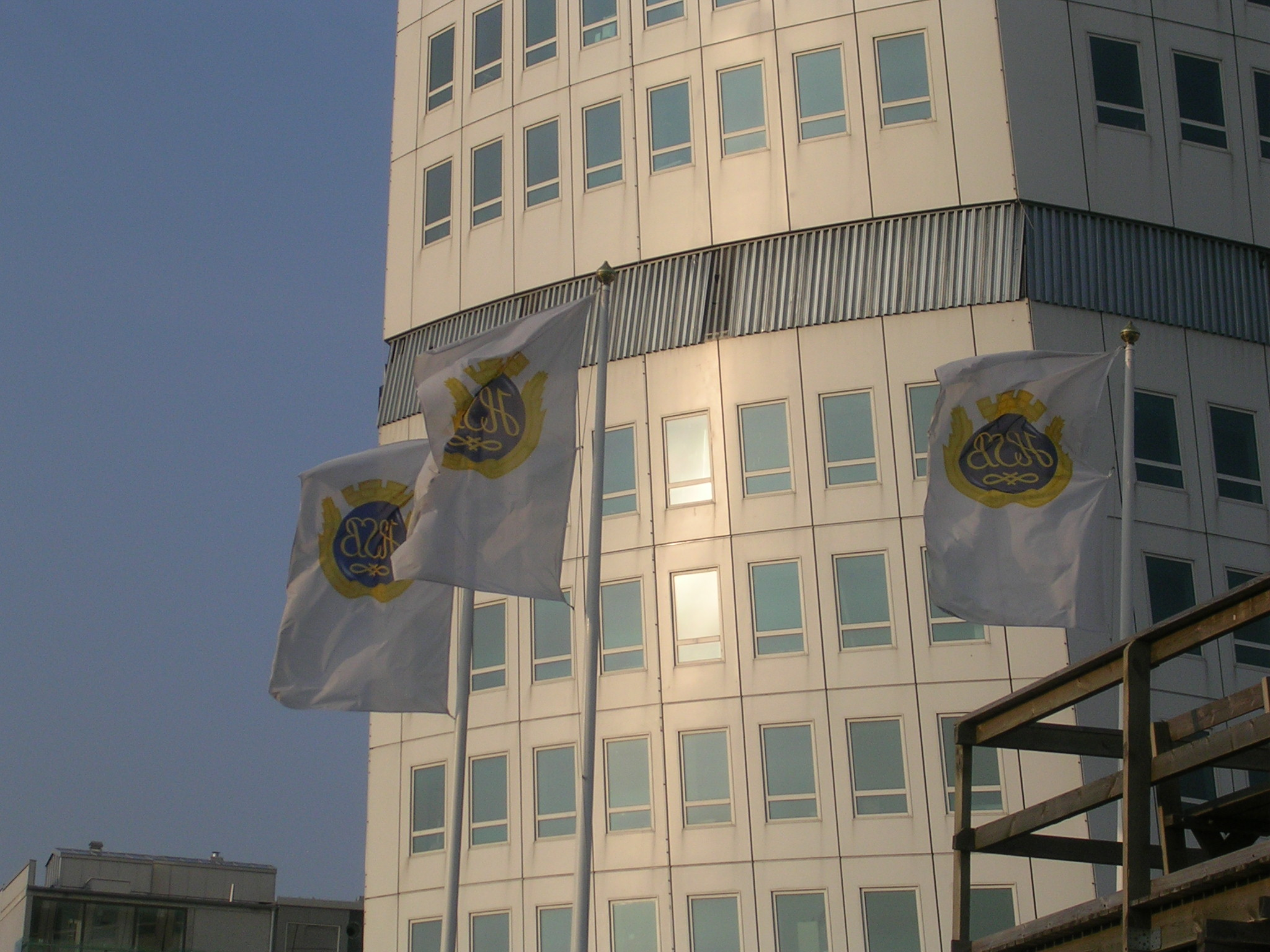
Chi tiết tòa nhà
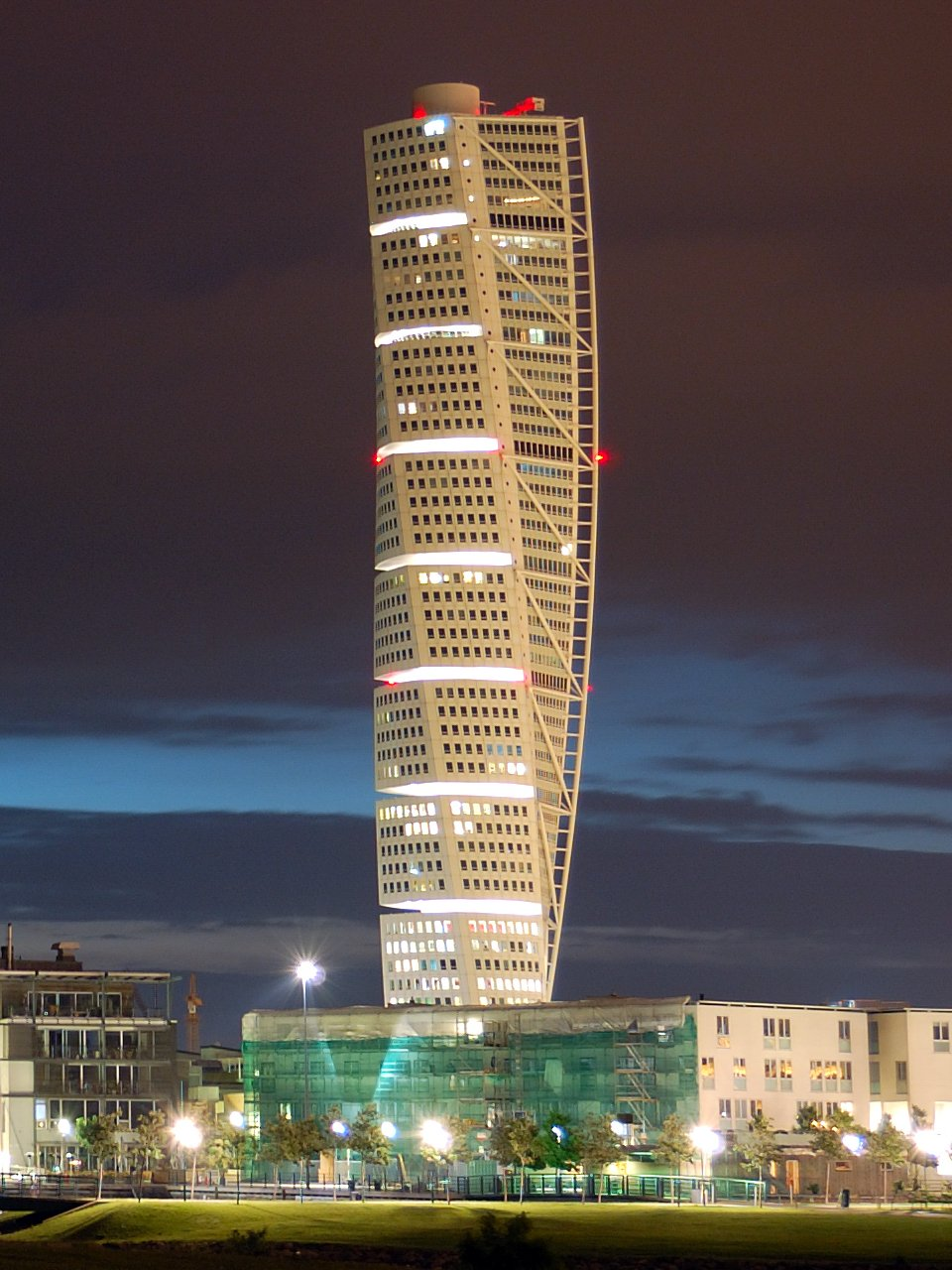
Tòa nhà buổi tối
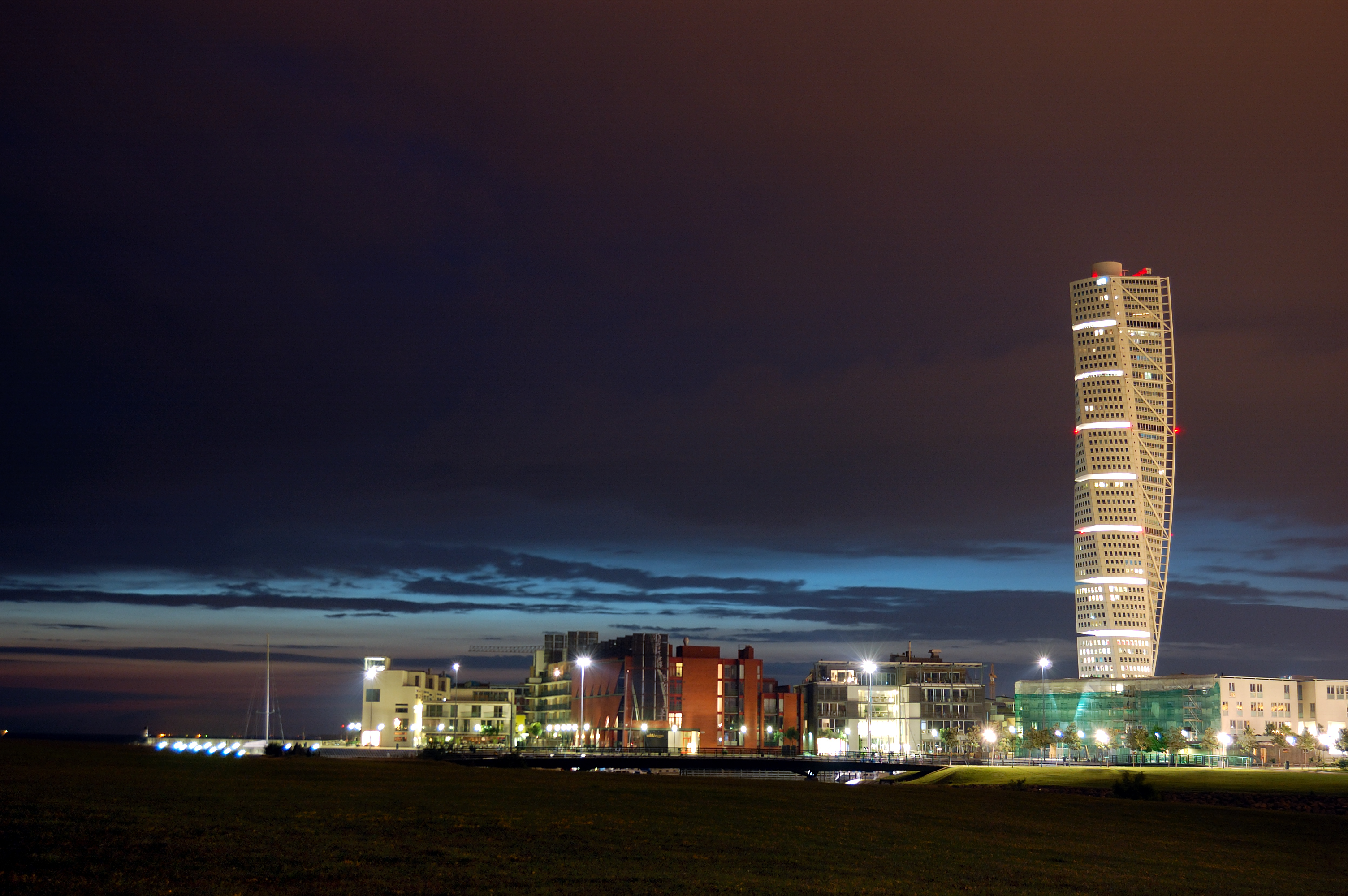
Toàn cảnh tòa nhà buổi tối